# Chameleon Twist 2
Chameleon Twist 2 est un jeu vidéo de plates-formes sorti en 1999 sur Nintendo 64. Le jeu a été développé par Japan System Supply et édité par Sunsoft.
Le jeu est la suite de Chameleon Twist.

## Accueil
- Nintendo Power : 6,6/10 (N64)[1]